# Tegelhagen

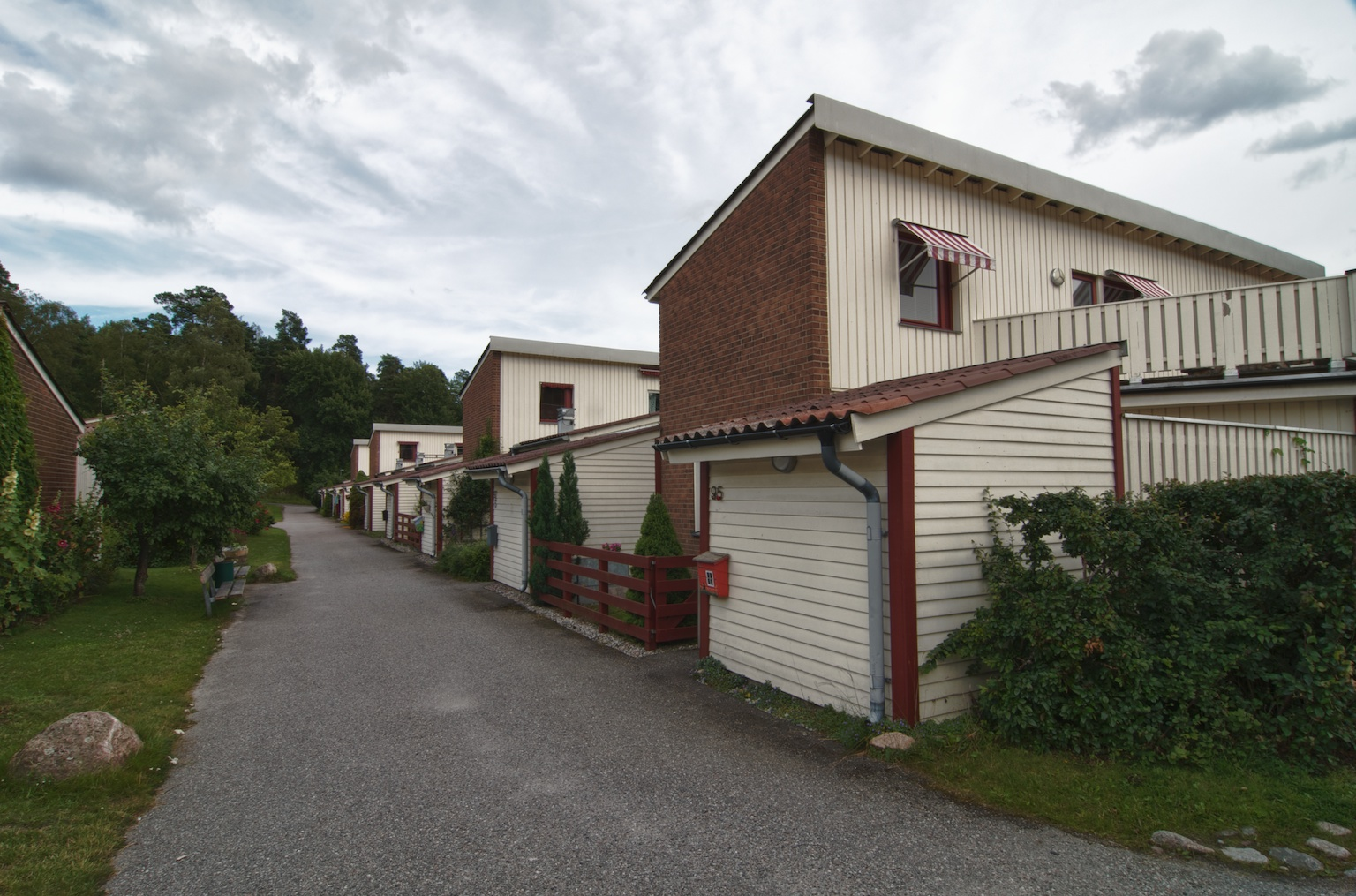
Kedjedjehus i Tegelhagen

Tegelhagen är område och tidigare torp i kommundelen Helenelund i de södra delarna av Sollentuna kommun i Stockholms län.
Tegelhagen gränsar till Helenelund, Edsviken och Silverdal.

## Historia
Torpet Kassverkan eller Katsverkan låg vid platsen för dagens Kasby och är känt sedan 1640-talet. Torpet tillhörde först Ärvinge by i Spånga socken och senare under 1600-talet Ulriksdal. Den bevarade stugans äldsta delar anses härstamma från 1700-talet, dessutom finns en timrad parloge som troligen är från samma tid. Från tidigt 1800-tal fungerade Kasby som sommarnöje och ett större bostadshus byggde. Kasbys mangårdsbyggnad uppfördes under 1890-talet, och fick sina fasta flyglar under 1920-talet.

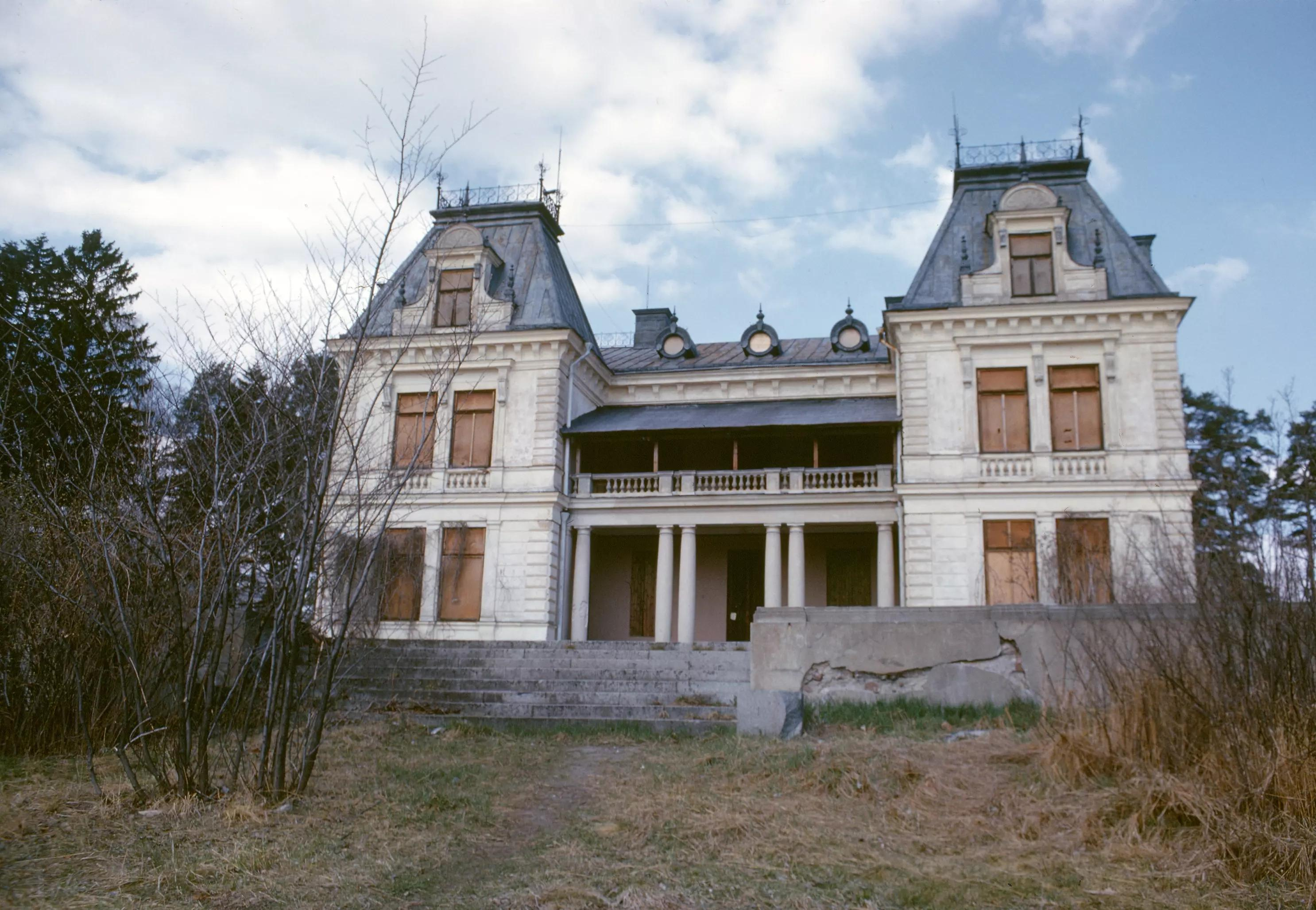
Tegelhagen 1965.

Torpet Tegelhagen är känt från 1666 som Tegelslagaren då tegelslagare Klement bodde i där. Klement arbetade förmodligen på Ulriksdals tegelbruk. I början av 1800-talet byggdes Tegelhagen ut till sommarbostad åt stockholmsborgare. 1884 köpte grosshandlare Carl Schnell gården och lät uppföra en slottsliknande villa om 20 rum som utvecklades till en välbeställd herrgård med mycket tjänstefolk. Grosshandlare Schnell dog 1938.
Vid andra världskrigets utbrott rekvirerade krigsmakten gården och 1941 exproprierades gården. Efter kriget stod gården tom fram till 1970 då den ockuperades av raggare och året efter brann gården ner.

## Tegelhagen blir bostadsområde

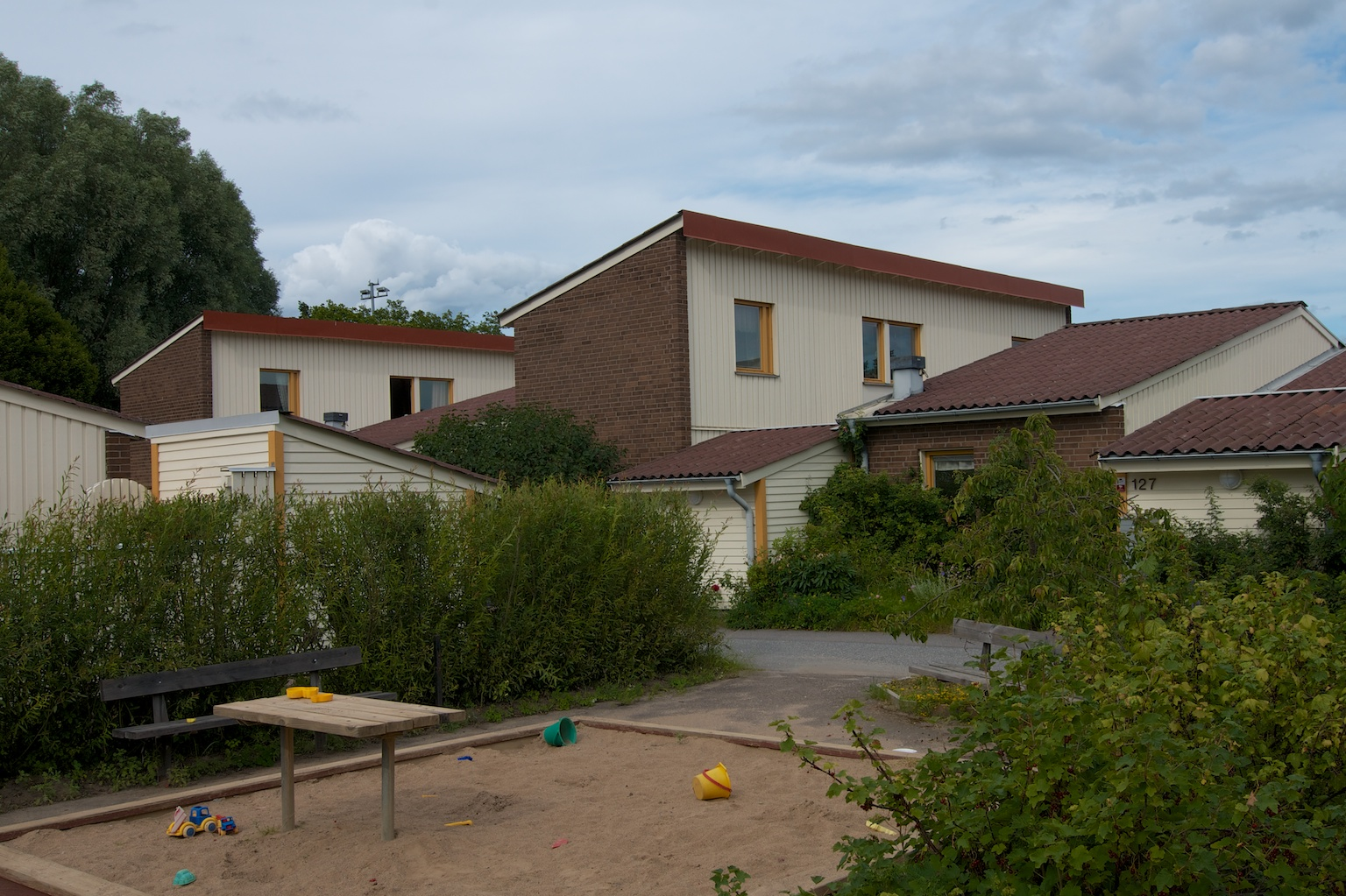
Tegelhagen med lekplats

Bostadsområdet Tegelhagen är beläget strax nordväst om torpet Tegelhagen och bebyggdes på 1970-talet med kedjehus, parvillor och radhus i två våningar. Tegelhagen domineras av de stora bilfria områdena med kedjehus. 

## Utbildning

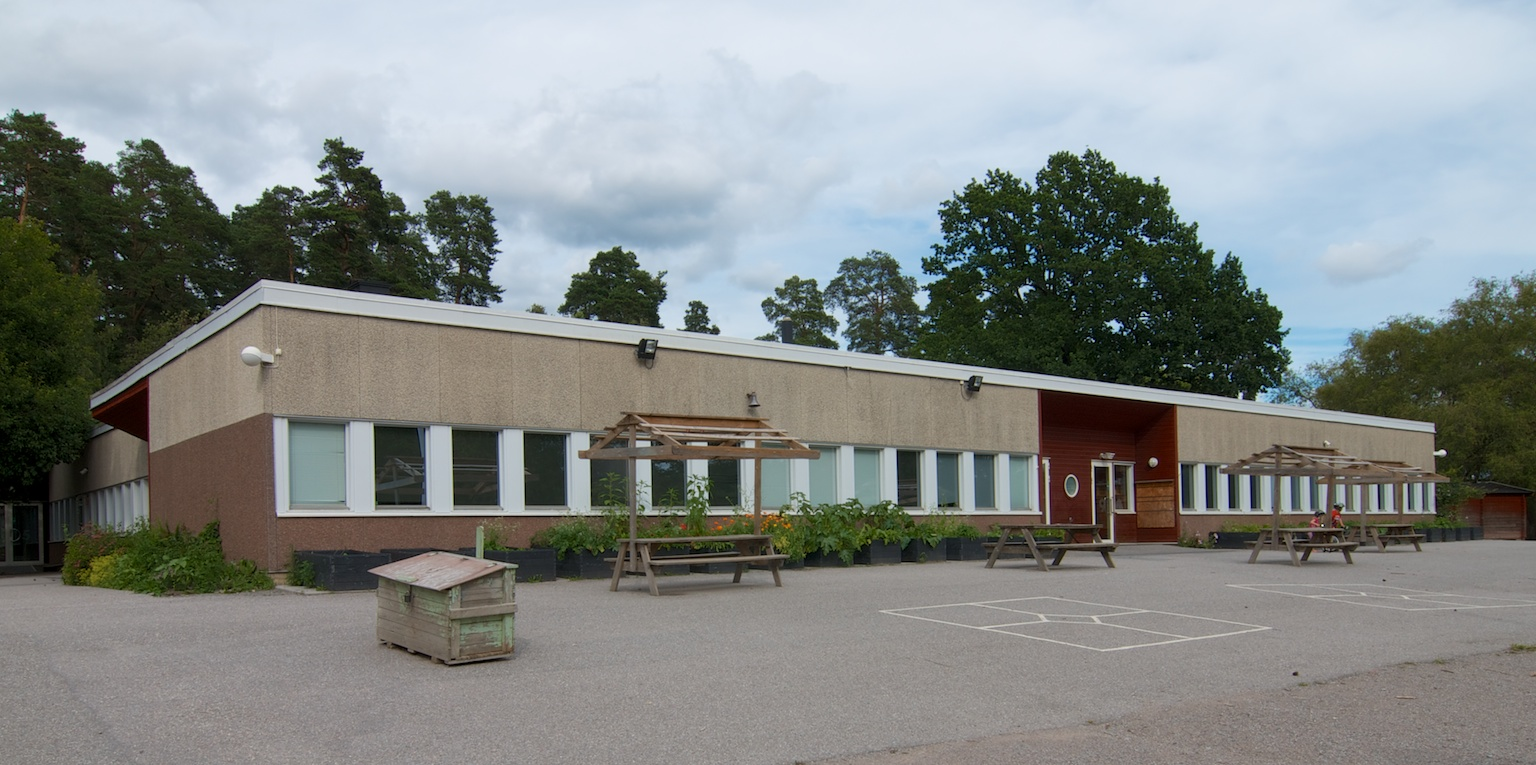
Tidigare Tegelhagsskolan (Nu riven och ersatt med ny byggnad)

I Tegelhagen ligger Tegelhagens skola, årskurs F-9. I januari 2012 blev Tegelhagens skola känd i media för att överge klassiska läromedel till förmån för surfplattor.
Sedan januari 2020 sker verksamheten i en nybyggd skolbyggnad. Den ursprungliga byggnaden revs, och den nya uppfördes på samma plats.
I tegelhagen finns även Montessori-förskolan Tallbacken som varit verksam sedan 1971. 

## Sport och fritid
Sollentuna Södra Scoutkår i Helenelund är en av landets största scoutkårer vars scoutgård Holken ligger i Tegelhagen.Scoutkåren håller årligen en stor tillställning under Valborg som är en av Sollentuna kommuns större.
Det finns planer för att omvandla de obebyggda delarna av Tegelhagen till naturreservat.